# Krithidae
Krithidae is een familie van kreeftachtigen uit de klasse van de Ostracoda (mosselkreeftjes).

## Geslachten
- Dentokrithe Khosla & Haskins, 1980 †
- Eukrithe Schornikov, 1975
- Krithe Brady, Crosskey & Robertson, 1874
- Ommatokrithe Ahmad, 1977 †
- Parakrithe Bold, 1958 †
- Parakrithella Hanai, 1959
- Pseudoparakrithella Purper, 1979 †
- Pseudopsammocythere Carbonnel, 1966
- Pseudosammocythere
- Puracytheridea Gruendel, 1971 †
- Thracella Soenmez, 1963 †
- Turmaekrithe Pietrzeniuk, 1969 †